# Sillans-la-Cascade
Sillans-la-Cascade település Franciaországban, Var megyében. Lakosainak száma 783 fő (2022. január 1.). Sillans-la-Cascade Riez, Aups, Cotignac, Fox-Amphoux, Pontevès és Salernes községekkel határos.

## Népesség
A település népessége az elmúlt években az alábbi módon változott:
| Lakosok száma | 715  | 741  | 805  | 752  | 753  | 745  | 762  | 773  | 783  |
|               | 2013 | 2015 | 2016 | 2017 | 2018 | 2019 | 2020 | 2021 | 2022 |